# Izabela Vidovic
Izabela Vidovic (croata: Izabela Vidović: nascida em 27 de Maio de 2001) é uma atriz e cantora americana. Ela é mais conhecida por seus papéis nos filmes Homefront e Extraordinário, e também como Taylor na série de televisão americana do canal Freeform chamada The Fosters.

## Biografia
Izabela Vidovic nasceu em Chicago, Illinois. Seus pais são os croatas Mario e Elizabeta Vidović (nascida Bašić). Sua mãe Elizabeta é um cineasta, atriz e escritora. Apesar de ter nascido em Kassel, Alemanha com Marko e Ankica Bašić, croatas da Bósnia e Herzegovina, a mãe de Izabela foi criada na Bósnia em uma cidade chamada Busovača. Izabela começou a trabalhar com 7 anos de idade e já trabalhou em produções de palco como Mary Poppins, Camp Rock e Annie. Depois ela começou a trabalhar em filmes e séries de televisão em 2011.

## Filmografia
| Filmes | Filmes         | Filmes      | Filmes                                   |
| Ano    | Título         | Papel       | Notas                                    |
| ------ | -------------- | ----------- | ---------------------------------------- |
| 2017   | Extraordinário | Via Pullman | Filme baseado no livro de R. J. Palácio. |

Televisão
| Televisão | Televisão   | Televisão            | Televisão   |
| Ano       | Título      | Papel                | Notas       |
| --------- | ----------- | -------------------- | ----------- |
| 2014      | The 100     | Charlotte            | Série de TV |
| 2015      | Izombie     | Isobel               | Serie de TV |
| 2015-2018 | The fosters | Taylor               | Série de TV |
| 2017      | Supergirl   | Kara Danvers criança | Série de TV |